# 一般人図鑑
一般人図鑑（いっぱんじんずかん）とは特定の分野の一般人を集めた図鑑。
2009年に始まった子ども向けの新型図鑑ブームに乗り、2011年末頃から各出版社が発売し、人気を集めている。
テーマは様々で、いずれも類書がなく、感想をTwitterなどのSNSで共有する人が多いこともブレイクの要因の一つとなっている。

## 主な例
初版の発行順に一部紹介する。
- 『おじさん図鑑』（小学館、なかむらるみ、2011年12月7日）

街にいる普通のおじさんを50種類に分類しイラスト付きで解説する図鑑。
- 『サラリーマン生態図鑑』（大和書房、2011年12月30日）

サラリーマンを野生動物のように観察し、解説する図鑑。
- 『美坊主図鑑: お寺に行こう、お坊さんを愛でよう』（廣済堂出版、2012年2月）

40人のイケメン僧侶をカタログ化した図鑑。
- 『文学少女図鑑』（アストラ、萩原收、2012年7月）

51人の少女が愛読書を紹介する図鑑。